# カーニバる?
「カーニバる?」は、日本のミュージシャンナオト・インティライミの1枚目のシングル。2010年4月7日発売。発売元はユニバーサルミュージック。

## 概要
- メジャーデビューシングル。
- 「カーニバる?」はスキマスイッチの常田真太郎との共同作詞となっているが、この他にも数曲共同作詞の楽曲がある。
- 正確には「?」の前に矢印のマークが入る。

## 収録曲
全作曲：ナオト・インティライミ
1. カーニバる? [4:26]
  - 作詞：ナオト・インティライミ・常田真太郎、編曲：ナオト・インティライミ・Yoshitaka"gakkey"Ishigaki
2. 風になれ [4:00]
  - 作詞：ナオト・インティライミ、編曲：大久保薫
3. カーニバる? (KARAOKE) [4:25]
4. 風になれ (KARAOKE) [3:58]

## 収録アルバム
- オリジナル『Shall we travel??』（2010年7月7日）

## タイアップ
- カーニバる?:テレビ東京系「JAPAN COUNTDOWN」オープニングテーマ
- カーニバる?:コナミデジタルエンタテインメント「jubeat knit」収録